# 哈薩維尤爾特區

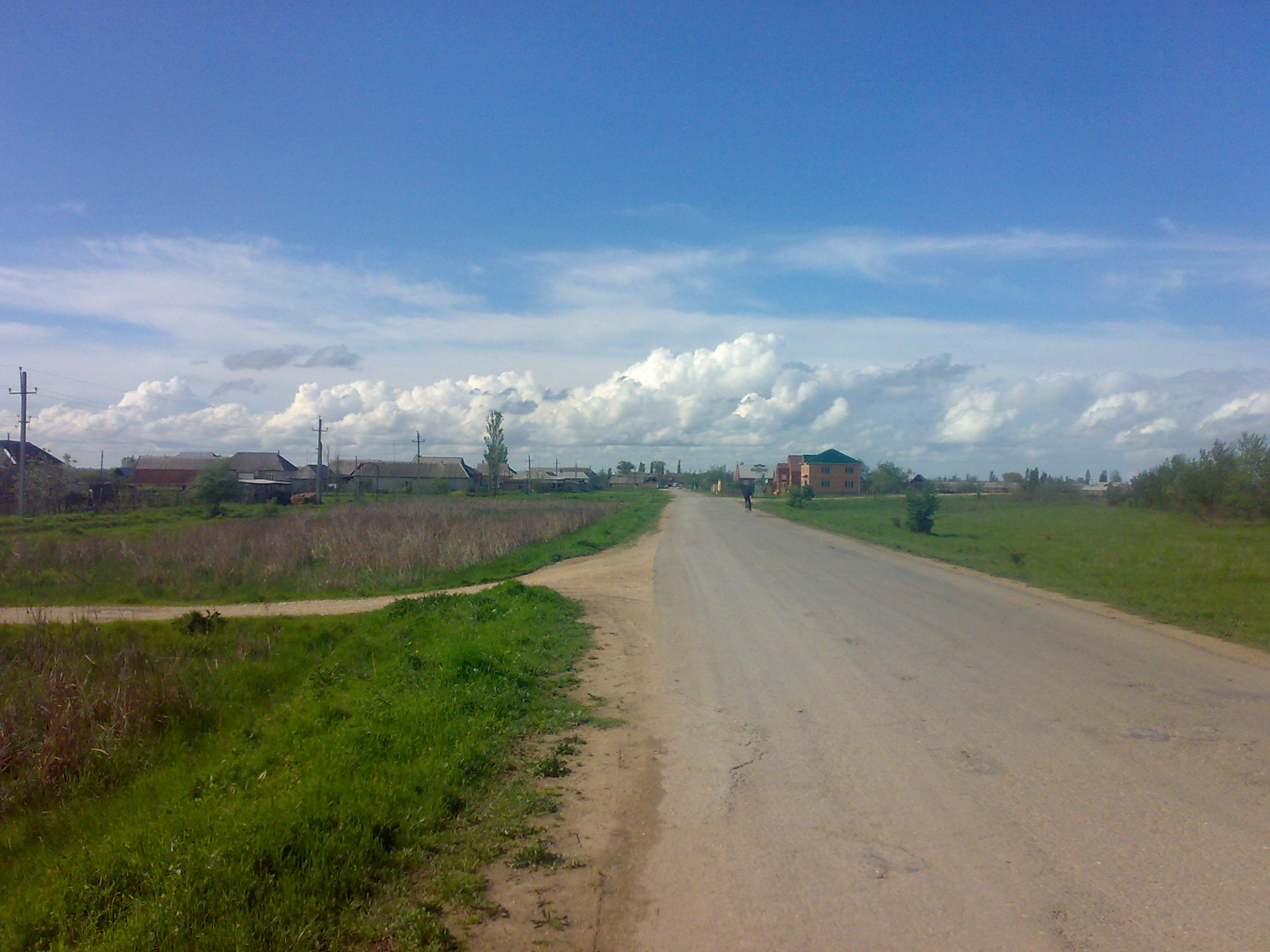

哈薩維尤爾特區（俄语：Хасавюртовский район），是俄羅斯的一個區，位於該國西南部，由達吉斯坦共和國負責管轄，面積1,425平方公里，2010年人口141,232，人口密度每平方公里99.11人。
43°15′N 46°35′E / 43.250°N 46.583°E